# جيوفانا كيروز
جيوفانا كيروز كوستا جاربيليني (من مواليد 21 يونيو 2003) والمعروف باسم جيو كيروز أو ببساطة جيو، وأحيانًا جيوفانا كوستا، هو لاعب كرة قدم برازيلية محترفة تلعب في مركز الجناح لنادي أتليتيكو مدريد في الدوري الإسباني لكرة القدم للسيدات، ومنتخب البرازيل لكرة القدم للسيدات.
تم اختيار كيروز ضمن تشكيلة البرازيل لبطولة كوبا أمريكا للسيدات 2022. وانتهى الأمر بفوز البرازيل بالبطولة للمرة الثامنة، حيث بدأت كيروز المباراة الأولى ضد الأرجنتين، ودخلت كبديلة ضد أوروجواي، في مرحلة المجموعات. في يوليو 2022، تم اختيارها ضمن تشكيلة البرازيل لكأس العالم للسيدات تحت 20 سنة 2022 في كوستاريكا، لكنها انسحبت من البطولة.

## حياتها الشخصية
شقيقها، أندريه لويز كيروز كوستا، هو لاعب كرة قدم أيضًا. لعب لصالح فرق الشباب في ريال مدريد، ومثل منتخب الولايات المتحدة لكرة القدم تحت 17 عامًا في مباريات نايكي الدولية الودية لعام 2018.